# پرچم دورست (انگلستان)
پرچم دورست (انگلستان) در ۳ فوریه ۲۰۰۸ پذیرفته شد.